# Henri-Joseph de Croes
Henri-Joseph de Croes, né le 16 août 1758 à Bruxelles et mort le 6 janvier 1842 à Ratisbonne, est un compositeur flamand de la période classique qui fut actif à Ratisbonne, dans le Royaume de Bavière.

## Biographie
Henri-Joseph de Croes est né le 16 août 1758,,, à Bruxelles dans les Pays-Bas autrichiens.
Il est le fils du compositeur flamand Henri-Jacques de Croes, originaire d'Anvers et établi à Bruxelles depuis 1744 comme konzertmeister (premier violon) de la chapelle de Charles Alexandre de Lorraine, avant d'en devenir le maître de chapelle en 1746,.
En 1776, Henri-Joseph de Croes entre à l'âge de dix-huit ans au service de la Maison de Tour et Taxis, une famille qui avait obtenu le monopole des services postaux et de messagerie dans le Saint-Empire romain germanique et les territoires des Habsbourg et avec laquelle son père était en bons termes après avoir été à son service de 1729 à 1744.
Henri-Joseph de Croes est engagé dans l'orchestre de la famille princière à Ratisbonne par Charles-Anselme de Tour et Taxis (1733-1805), un grand amateur de musique qui avait élargi son orchestre avec quelques-uns des virtuoses les plus talentueux d'Europe, parmi lesquels le violoniste français Joseph Touchemoulin et le violoniste bohémien Franz Xaver Pokorny, faisant ainsi de l'orchestre de la cour de Ratisbonne l'un des meilleurs ensembles des pays germanophones dans les années 1790.
De Croes est maître de chapelle à Ratisbonne de 1776 à 1783.
Le 15 janvier 1777, il épouse à Ratisbonne la célèbre prima donna Maria Augusta Houdier. Le coût de ce mariage somptueux met à mal les finances de son père et le force à vendre en mai 1779 36 messes, 69 motets, 28 symphonies et 32 sonates à Charles-Alexandre de Lorraine pour 300 florins d'argent,.
Le supérieur du jeune violoniste est Theodor von Schacht (1748-1823) qui n'était pas seulement compositeur mais également diplomate. Lorsque Von Schacht doit se consacrer principalement à ses fonctions diplomatiques, l'administration quotidienne de l'orchestre passe à Touchemoulin puis à Henri-Joseph de Croes après le renvoi de Touchemoulin en 1798.
La mort de Charles-Anselme de Tour et Taxis en 1805, la dissolution du Saint-Empire romain germanique en 1806 et les guerres napoléoniennes (1803-1815) entraînent le déclin de l'orchestre de la cour de Ratisbonne qui n'est plus une priorité pour le nouveau prince Charles-Alexandre de Tour et Taxis (1770-1827), trop occupé à protéger les intérêts de sa famille.
Cette période est également désastreuse pour de Croes, qui perd sa femme Maria Augusta en 1806, après avoir déjà perdu deux de ses enfants.
Il reste néanmoins à Ratisbonne mais ne semble pas avoir beaucoup composé après 1806.
Henri-Joseph de Croes meurt le 6 janvier 1842, à Ratisbonne, dans le Royaume de Bavière.

## Œuvre
- op.1 Trois duos pour deux violons (1775)[11]
- sept partia pour deux clarinettes, deux violons alto et violon (1780 à 1788, et 1794)[8]
- symphonie no 1 en mi-bémol majeur (1782)[7]
- symphonie no 2 en ré majeur (1800)[7]
- concerto pour basson en do majeur
- Singspiel Der Zauberer (1782)[7]

## Enregistrements
- Concerto for Clarinet & Partias, par VIаd Wеvеrburgh et Jaan Bossier (clarinettes) et le South-west German Chamber Orchestra Pforzheim, dir. Sebastian Tewinkel (Aliud Records, 2011)[12]
- Divertimenti de Henri-Joseph de Croes, par Terra Nova, dir. Vlad Weverbergh (Vlad Records VR 007, 2012)[13]
- The Return of the Clarinetto d'Amore - Symphonies, Concertos & Partias par le Terra Nova Collective, dir. Vlad Weverbergh, avec Jane Gower au basson et Vlad Weverbergh, Lisa Shklyaver et Diederik Ornee à la clarinette d'amour (Et'cetera, double CD KTC 1648, 2019)